# Drabir Alam
Drabir Alam (5 mei 1984) is een Bengalees wielrenner.

## Carrière
Alam startte vanwege gezondheidsklachten met wielrennen toen hij 35 was. In september 2022 nam hij deel aan de tijdrit tijdens het wereldkampioenschap in Wollongong, waarmee hij de eerste Bengaalse deelnemer ooit werd. Hier finishte hij, op ruim negentien minuten van winnaar Tobias Foss, op de laatste plaats. 